# 藤原清岳
藤原 清岳（ふじわら の きよおか）は、奈良時代後期から平安時代初期にかけての貴族。名は浄岡、清岡とも記される。藤原南家、参議・藤原乙縄の子。官位は従五位下・筑後守。

## 経歴
天応元年（781年）従五位下に叙爵する。天応2年（782年）の氷上川継の乱、もしくは延暦4年（785年）の藤原種継暗殺事件に連座したらしく、官位剥奪の上で流罪となる。
桓武朝末の延暦24年（805年）に桓武朝で処罰を受けた罪人に対する赦免が行われ、藤原種継暗殺事件で罰せられた藤原雄依、氷上川継の乱で罰せられた山上船主らと共に入京する。翌延暦25年（806年）本位の従五位下に復す。
平城朝の大同3年（808年）典薬頭、大同4年（809年）筑後守に任じられている。

## 官歴
『六国史』による。
- 時期不詳：正六位上
- 天応元年（781年） 11月15日：従五位下
- 時期不詳：官位剥奪
- 延暦24年（805年） 3月20日：免罪され入京
- 延暦25年（806年） 3月16日：復従五位下
- 大同3年（808年） 7月15日：典薬頭
- 大同4年（809年） 2月13日：筑後守

## 系譜
『尊卑分脈』による。
- 父：藤原乙縄
- 母：不詳
- 妻：不詳
  - 男子：藤原八釣